# Vieux cimetière juif de Roudnice nad Labem
Le vieux cimetière juif de Roudnice nad Labem (en tchèque : starý židovský hřbitov v Roudnici nad Labem ; en allemand : Alter Jüdischer Friedhof Raudnitz an der Elbe) est un cimetière dédié aux Juifs situé à Roudnice nad Labem dans la région d'Ústí nad Labem, en République tchèque.

## Accès
Le cimetière est accessible gratuitement depuis la zone nouvellement construite de la rue Farského.

## Historique
Le cimetière est fondé en 1613. Il s'étend sur 4 679 m2 et compte environ 1 700 sépultures,,. Les tombes du cimetière proviennent de l'époque baroque, de la Renaissance, et de la période classique. La pierre tombale la plus ancienne, transférée depuis un autre cimetière, date de 1611,. La plus récente date de 1896. Dans la partie nord du cimetière se trouve un groupe de tombeaux abritant les sépultures de victimes de pogroms.
Le cimetière est peu endommagé durant la Seconde Guerre mondiale. À cette époque, le projet de conversion du cimetière en parc échoue. Dans les années 1990, une nouvelle entrée est construite et le cimetière est restauré grâce au soutien de l'entrepreneur local Michal Horáček.
Le cimetière est la propriété de la Fédération des communautés juives de la République tchèque. Il est protégé au titre des monuments culturels depuis 1992.

## Galerie d'images

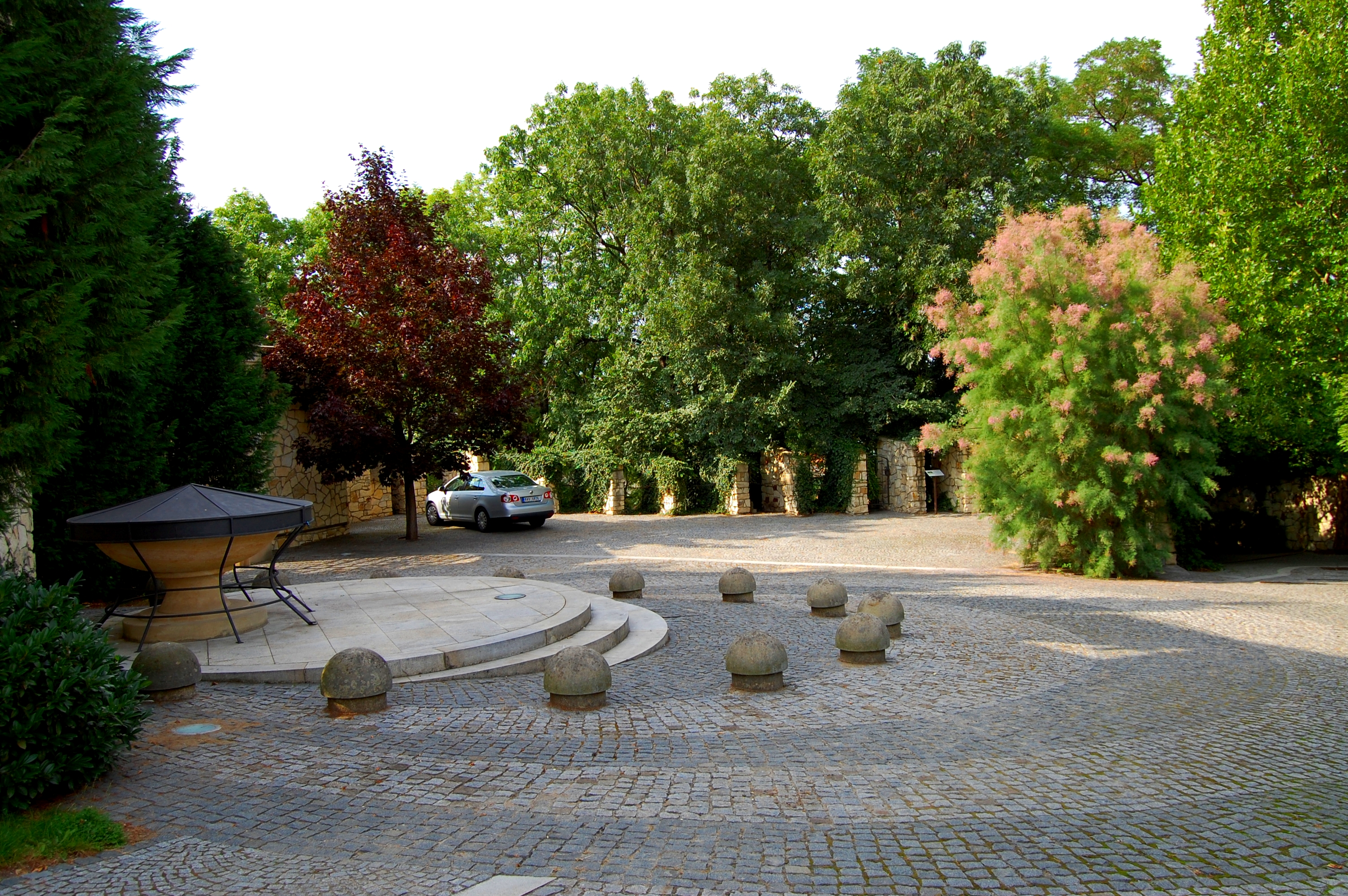
La nouvelle entrée du cimetière
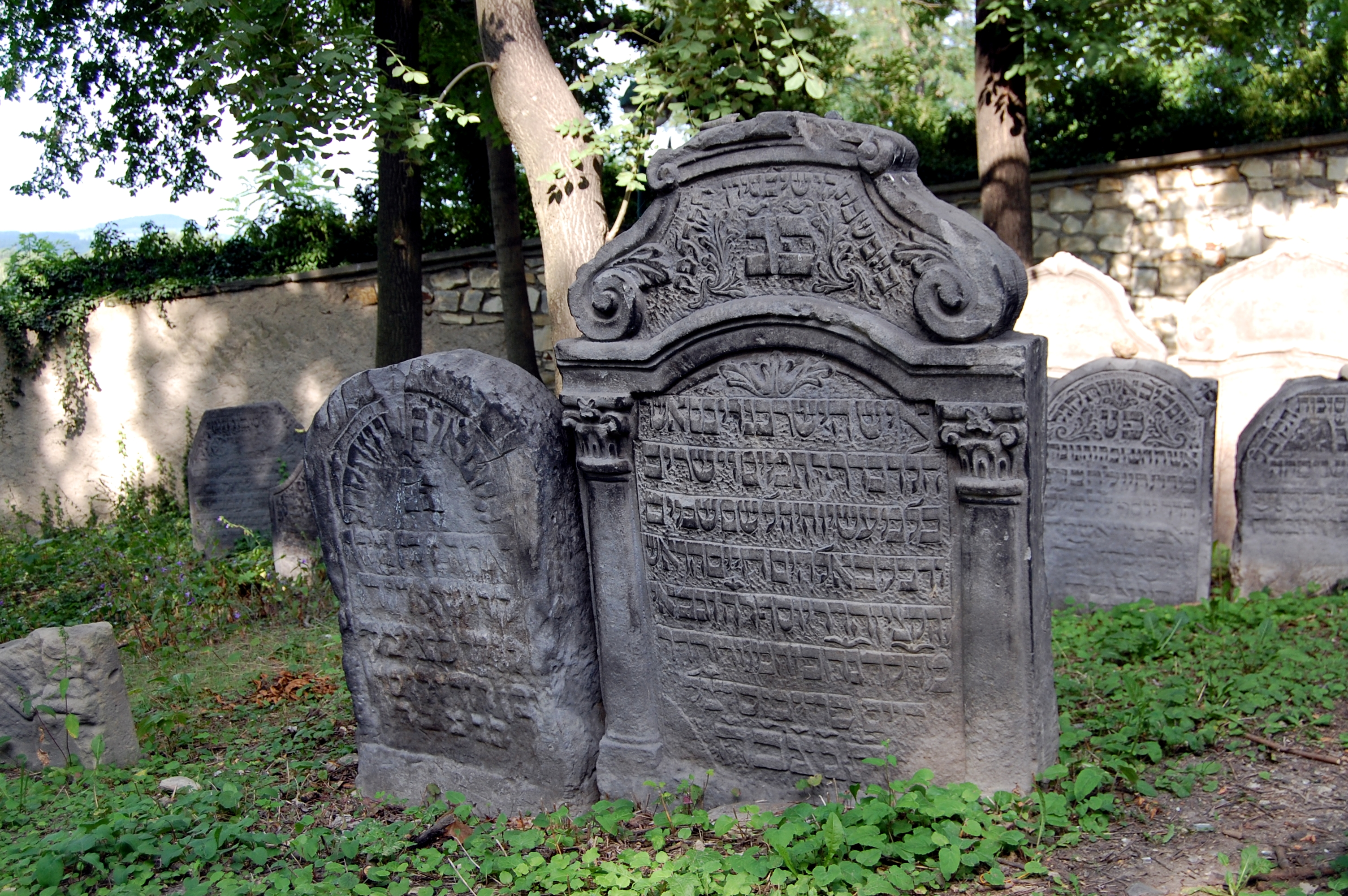
Une stèle près de l'entrée du cimetière
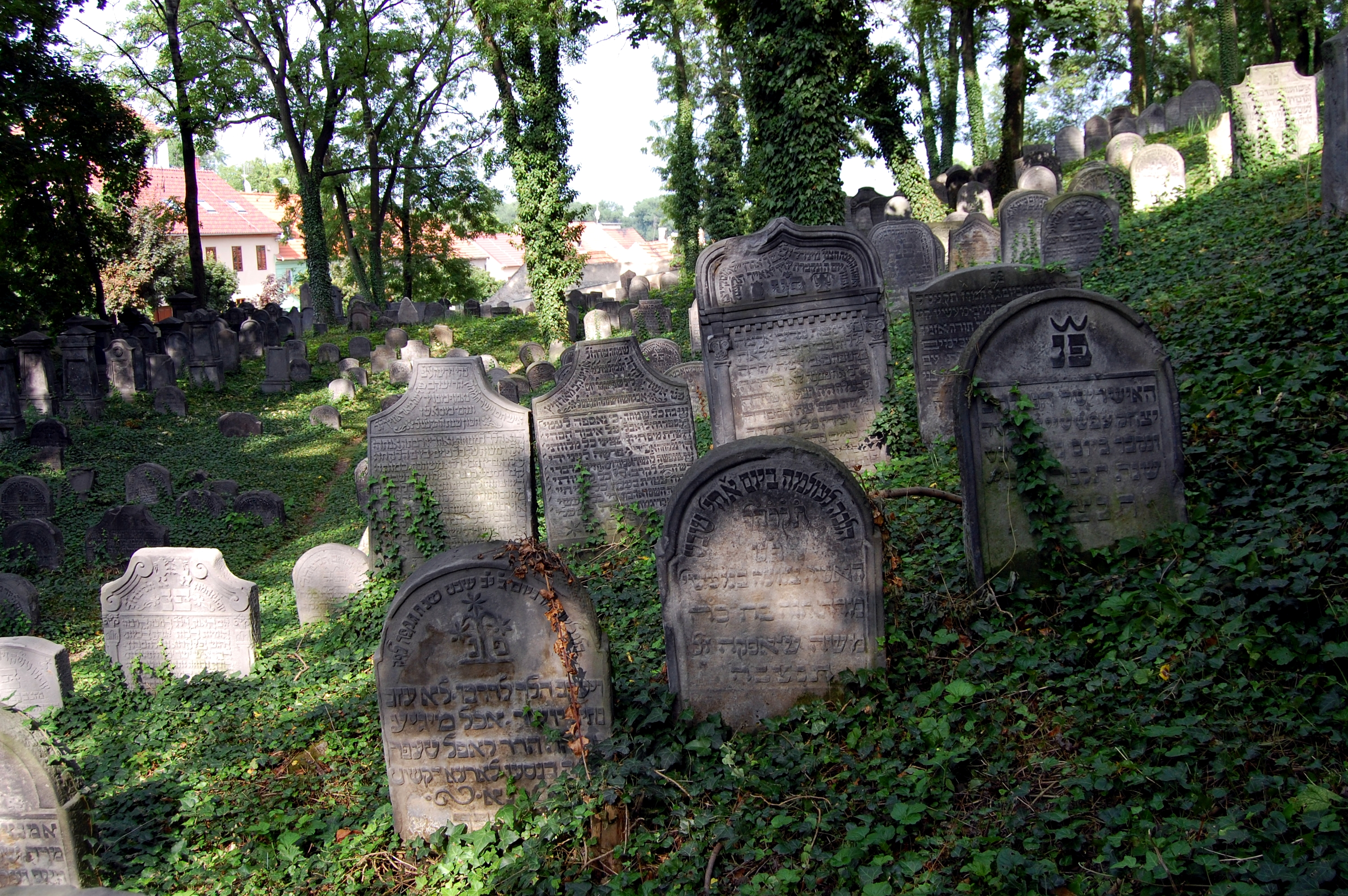
Un groupe de pierres tombales anciennes
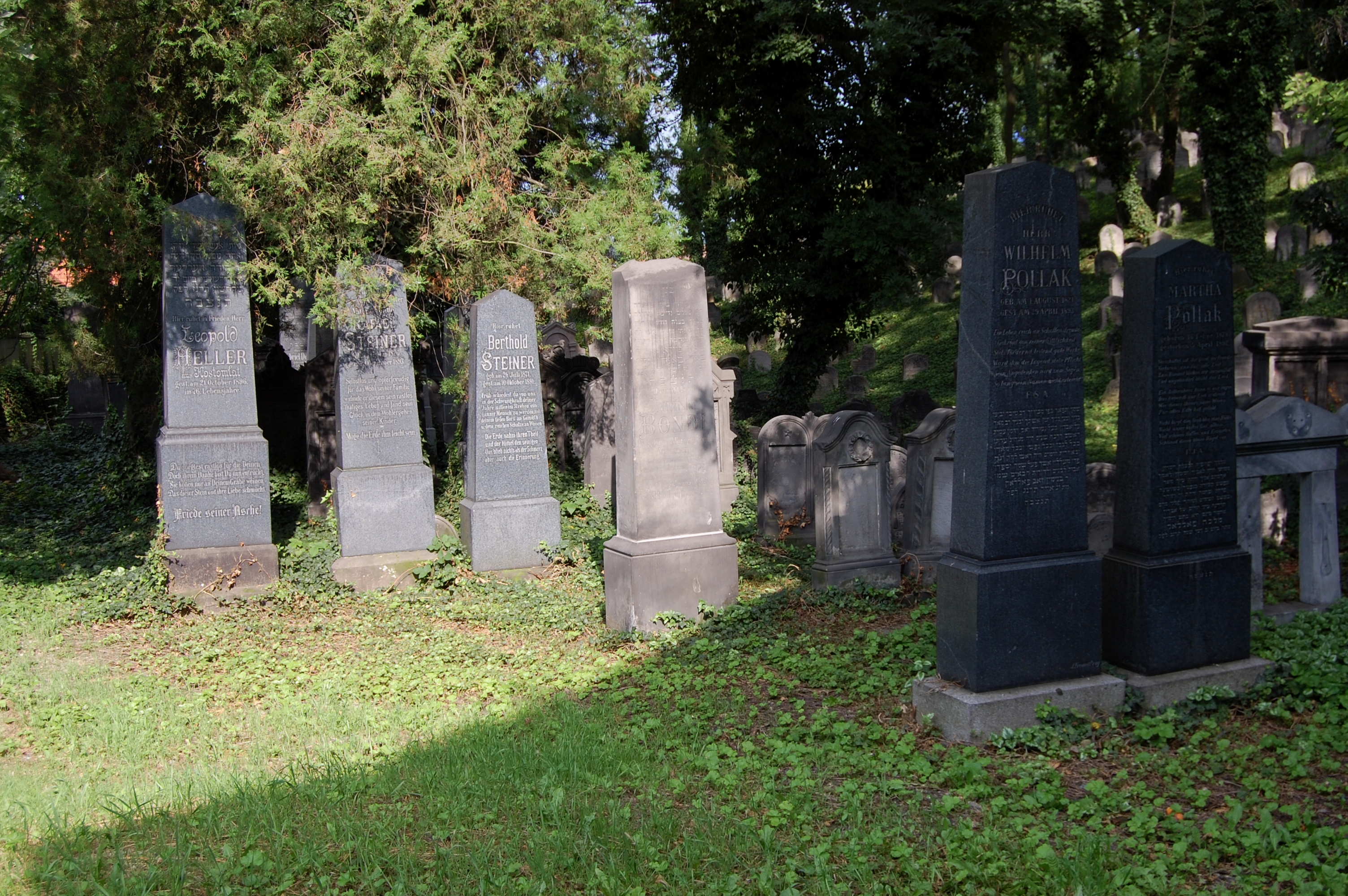
Des pierres tombales modernes